# Cathcart Castle
Cathcart Castle ist eine Burgruine aus dem 15. Jahrhundert im Viertel Cathcart der schottischen Stadt Glasgow. Die Burg wurde im 18. Jahrhundert aufgegeben und der größte Teil der verbleibenden Ruinen 1980 abgetragen. Heute sind nur noch Fundamente sichtbar.

## Geschichte
Die Ländereien von Cathcart gehörten seit dem 12. Jahrhundert der gleichnamigen Familie. Mitte des 15. Jahrhunderts wurde der Clanchef als Earl Cathcart in den schottischen Hochadel erhoben und man denkt, dass die Burg etwa um diese Zeit errichtet wurde. 1546 ging die Burg an die Familie Semple über. Maria Stuart soll dort 1568 die Nacht vor der Schlacht von Langside verbracht und die Schlacht von einem nahegelegenen Hügel namens Court Knowe beobachtet haben. Die Geschichte ist allerdings unglaubwürdig, da die Semples Unterstützer der Feinde von Maria Stuart waren.
In einer anderen Version der Geschichte lebte die Königin bei ihrer Familie, den Stuarts aus Castlemilk, deren Festung am Fuß des Cathkin Braes eine Schlafkammer enthielt, die später „Queen Mary’s Room“ genannt wurde. Vermutlich verbrachte sie die Nacht vor der Schlacht dort. Die Decke dieses Raumes war mit dem Wappen der Stuarts, Monarchen von Schottland, verziert.
1740 ließen die Semples in der Nähe Cathcart House erbauen, das heute ebenfalls nicht mehr existiert. Sie zogen aus der Burg aus und ließen sie verfallen. Der neu ernannte Earl Cathcart kaufte 1814 das Heim seiner Vorfahren zurück, auch wenn er eher die Bausteine verkaufen als darin leben wollte. 1866 stand die Burgruine noch fünf Geschosse hoch und war von Nebengebäuden umgeben. 1927 kaufte die Stadt Glasgow das Gelände um die Burgruine und schlug es dem Linn Park zu. 1980 wurden die verbleibenden Ruinen der Burg von der Stadtverwaltung als einsturzgefährdet eingestuft und abgerissen. Das Gelände gilt heute als Scheduled Monument, die Fundamente als historisches Bauwerk der Kategorie C.

## Architektur
Die Burg wurde auf dem felsigen Nordostufer des White Cart Water, eines Quellflusses des Cart, errichtet. Sie bestand aus einem Wohnturm mit rechteckigem Grundriss, einer Grundfläche von 13,5 × 9 Metern und einem Gewölbekeller. Darum war eine Kurtine gezogen, die eine Fläche von etwa 22 × 15 Metern einfriedete. Der Wohnturm stand in der Mitte der Einfriedung. Die Kurtine besaß runde Ecktürme und ein Torhaus mit Zwillingstürmen an der Ostseite. Die Fundamente des Torhauses sind heute noch bis etwa zu einem Meter Höhe erhalten. Erdwerke westlich der Burgruine wurden als Reste einer Vorburg oder eines Ringewerkes interpretiert.